# Peter Bol
Peter Kees Bol (nacido en 1948) es un historiador y sinólogo estadounidense. Es profesor Charles H. Carswell de lenguas y civilizaciones de Asia Oriental en la Universidad de Harvard. Desde 2013, ha sido vicerrector de Harvard con supervisión de HarvardX y la Iniciativa de Harvard en Aprendizaje y Enseñanza (HILT). Es el director fundador del Centro de Análisis Geográfico de Harvard y también dirige el proyecto del Sistema de Información Geográfica Histórica de China (CHGIS) y la Base de Datos Biográfica de China (CBDB).

## Biografía
Obtuvo su doctorado en historia de China por la Universidad de Princeton en 1980. Su principal foco de investigación son las élites culturales de China durante las dinastías Tang, Song, Yuan y Ming (del siglo VII al XVII). Junto a William C. Kirby ha enseñado ChinaX, un curso masivo abierto en línea (MOOC) de Harvard con una matrícula mundial de más de 45.000 estudiantes.
Ha sido vicerrector de la Universidad de Harvard desde 2013. De igual forma se ha desempeñado como supervisor de HarvardX (aprendizaje abierto en línea) y la Iniciativa de Harvard en Aprendizaje y Enseñanza (HILT). Es el director fundador del Centro de Análisis Geográfico de Harvard y también dirige el Sistema de Información Geográfica Histórica de China (en colaboración con la Universidad Fudan) y el proyecto de Base de Datos Biográfica de China (en colaboración con la Academia Sínica de Taiwán y la Universidad de Pekín).

## Publicaciones seleccionadas
- con Kidder Smith Jr., Joseph A. Adler y Don J. Wyatt, Usos del I-ching en la dinastía Sung. Prensa de la Universidad de Princeton. 1990, 2014, 2016.
- Esta cultura nuestra: transiciones intelectuales en la China T'ang y Sung. ISBN 9780804719209. Prensa de la Universidad de Stanford. 1992.
- coeditor con Pauline Yu, Stephen Owen y Willard Peterson, Ways with Words: Writing about Reading Texts from Early China. ISBN 9780520224667. Prensa de la Universidad de California. 2000.
- Neoconfucianismo en la historia. ISBN 9780674053243. Prensa de la Universidad de Harvard. 2010.